# Vostok Fýtbol Klýby
Il 'Vostok Futbol Kluby (in kazako Восток Футбол Клубы?, traslitterazione anglosassone FK Vostok), è stata una società calcistica kazaka con sede nella città di Óskemen. 
Fondato nel 1963, ha disputato le partite interne nello Stadio Vostok di Óskemen, impianto da 12.000 posti.
Nel suo palmarès, figura una vittoria in Coppa del Kazakistan nel 1994.

## Storia
Fondata nel 1963, ha militato per diciotto stagioni nella massima serie kazaka. Nel 1994 ha vinto l'unico trofeo della sua storia, battendo in finale di Coppa del Kazakistan l'Aktyubïnec col punteggio di 1-0. 
Nel 2008, insieme allo Shahter Qaraǵandy, fu coinvolto in uno scandalo scommesse, che inizialmente comportò l'esclusione dal campionato di ambedue le squadre (decisione poi revocata dalla federazione). 
Dopo essere retrocesso nella stagione 2013 e aver fallito nei due anni successivi il ritorno in massima serie, la società si fuse con lo Spartak Semeı, dando vita a una nuova squadra chiamata Altaı.

## Cronistoria del nome
- 1963: Fondato come Vostok
- 1997: Rinominato in Vostok-Ädil
- 1998: Rinominato in Vostok
- 1999: Rinominato in Vostok-Altın
- 2003: Rinominato in Vostok

## Palmarès

### Competizioni nazionali
- Coppa del Kazakistan: 1

1994
- Campionato kazako di seconda divisione: 1

2010

### Altri piazzamenti
- Coppa del Kazakistan:

Finalista: 1996, 1998-1999
Semifinalista: 1999-2000, 2008
- Supercoppa del Kazakistan:

Finalista: 1995